# Max Krogdahl
 Max Krogdahl, född 21 oktober 1998 i Baerum, är en norsk ishockeyspelare som spelar för Skellefteå AIK i SHL.

## Klubbar
- Frisk Asker, GET (2015/2016 – 2020/2021)
- Coventry Blaze, EIHL (2020/2021)
- Västerviks IK, Allsvenskan (2021/2022 – 2022/2023)
- Östersunds IK, Allsvenskan (2023/2024 – 2024/2025)
- Djurgårdens IF, Allsvenskan (2024/2025)
- Skellefteå AIK, SHL (2025/2026 –)